# Manuela Picq
Manuela Lavinas Picq (Francia, 1977) es una profesora, periodista y activista política franco-brasileña con nacionalidad ecuatoriana.

## Biografía
Hija de una política brasileña exiliada, estudió en la Universidad de Miami llegando a ser PHD en Derecho Internacional. En 2004, ingresó al Ecuador donde se desempeñó como académica de la Universidad San Francisco de Quito y colaboradora regular de Al Jazeera English entre 2011 y 2014. En Al Jazeera, publicó sobre distintos casos de corrupción del gobierno de Rafael Correa entre los que se incluye el caso Glas Viejó, donde se encuentra involucrado el padre del vicepresidente Jorge Glas. Estos oficios los realizaba mientras estudiaba a las comunidades indígenas.
El 21 de agosto de 2013, se casó con Yaku Pérez Guartambel, entonces presidente de la Ecuarunari, en un matrimonio ancestral de la cultura cañari no reconocido por el gobierno de Ecuador. Dos años después, durante las manifestaciones de 2015, fue arrestada por la Policía sin orden de juez ni cargo alguno, siendo su visa cancelada al siguiente día por el gobierno ecuatoriano, el 14 de agosto de 2015, algo que según la oposición de Correa va en contra de la "ciudadanía universal" estipulada en la Constitución de 2008. Salió del país el 21 de agosto ante el "limbo jurídico" en el que se encontraba.
Tras salir del Ecuador se integró a la asociación Académicos en Riesgo, a la vez obtuvo una beca corta en la Universidad Libre de Berlín. Luego con apoyo de la Unión Europea, siendo en su parlamento donde denunció su caso de deportación. En Guatemala, laboró con la Asociación de Abogados Maya y al final en Amherst College. Regresó al Ecuador el 15 de enero de 2018, tras la llegada de Lenín Moreno y la ruptura del movimiento oficialista Alianza PAIS, y el 22 de enero se le otorgó la visa del Mercosur. Clara Linhart realizaría un documental para contar esta historia.

## Polémicas
Manuela Picq ha sido objeto de controversias legales y enfrentamientos con políticos e instituciones en Ecuador. En el año 2015, participó en manifestaciones violentas en oposición al gobierno de Rafael Correa. Estas protestas resultaron en numerosos heridos, daños en infraestructuras viales y destrucción de propiedades públicas y privadas. La cuenta oficial de la Policía Nacional de Ecuador en Twitter informó que 83 agentes resultaron heridos a manos de los manifestantes, lamentando el suceso: "LAMENTABLE. 83 de nuestros compañeros fueron heridos, 8 de consideración y 2 están graves".
Estos acontecimientos llevaron al viceministro de Seguridad Interna, Diego Fuentes, a ordenar la detención de 47 personas implicadas, entre ellos Manuela Picq. Además, anunció que se tomarían medidas legales contra los detenidos, señalando que hubo una "agresión criminal" por parte de algunos de los manifestantes, generando 67 policías heridos, al menos seis de ellos con lesiones graves, especialmente en la cabeza.
Debido a la gravedad de las acusaciones, Manuela Picq fue expulsada del país. Sin embargo, regresó a Ecuador en 2018 durante el mandato de Lenin Moreno.